# لوتس هسلیش
لوتس هسلیش (آلمانی: Lutz Heßlich؛ زادهٔ ۱۷ ژانویهٔ ۱۹۵۹) دوچرخه‌سوار اهل آلمان است.
وی در مسابقات کشوری و بین‌المللی در مجموع برندهٔ ۲ مدال طلا شده‌است.